# Cantone di Saint-Estève
Il Cantone di Saint-Estève era una divisione amministrativa dell'arrondissement di Perpignano.
È stato soppresso a seguito della riforma complessiva dei cantoni del 2014, che è entrata in vigore con le elezioni dipartimentali del 2015.
Comprendeva i comuni di:
- Baho
- Baixas
- Calce
- Saint-Estève
- Villeneuve-la-Rivière